# Ново (Вашкинский район)
Ново — упразднённая деревня в Вашкинском районе Вологодской области. Входила в состав Васильевского сельского поселения, с точки зрения административно-территориального деления — в Васильевский сельсовет. Исключена из учётных данных в 2024 году.

## География
Расстояние по автодороге до районного центра Липина Бора — 26 км, до центра муниципального образования деревни Васильевская — 23 км. Ближайшие населённые пункты — Останинская, Пиньшино, Якушево.

## Население
| 2010 |
| ---- |
| 0    |

По данным переписи в 2002 году постоянного населения не было.